# Gripau d'esperons oriental
El gripau d'esperons oriental (Pelobates syriacus) és una espècie d'amfibi anur a de la família Pelobatidae que habita en el sud-est dels Balcans i Orient mitjà: Armènia, l'Azerbaidjan, Bulgària, Geòrgia, Grècia, l'Iran, Israel, Líban, Macedònia del Nord, Romania, Rússia, Sèrbia, Síria i Turquia. Es considera extint a Jordània i es creu que pot també habitar a Albània, l'Iraq, Moldàvia i Ucraïna.
Els seus hàbitats són els boscos, les estepes i les zones rocoses. Encara que no és una espècie comuna, es coneixen grans poblacions.